# Холодные звонки

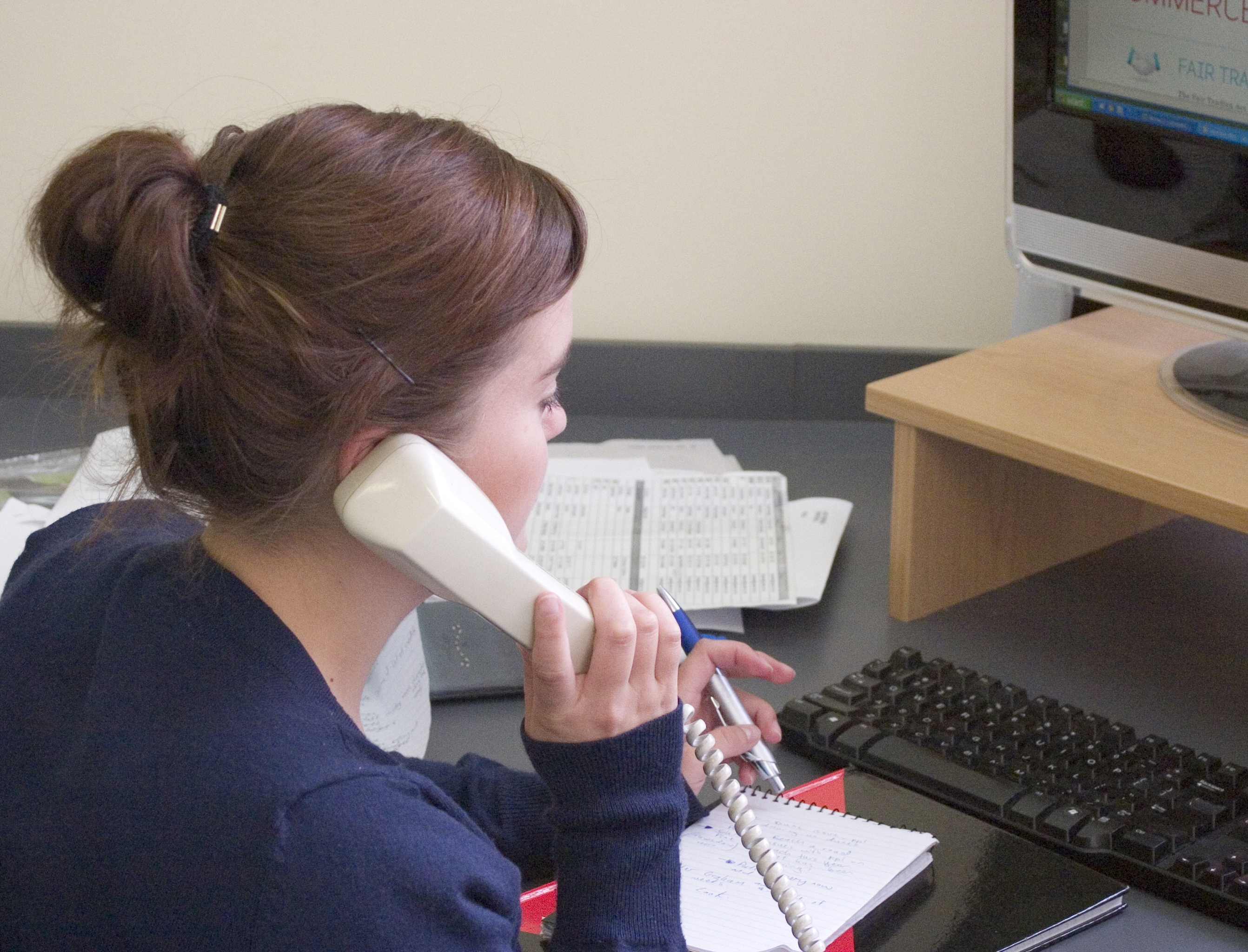
В узком смысле cold calling подразумевает связь с клиентами по телефону

«Холо́дные звонки́» (англ. cold calling) — одна из наиболее распространённых в телемаркетинге технологий продаж, а также один из методов расширения круга клиентов компании, заключающийся в обзвоне менеджером по продажам своих потенциальных клиентов (тех, кто не связывался прежде с компанией). Холодные звонки являются одной из старейших и наиболее распространённых форм телемаркетинга: от так называемых «тёплых звонков» (англ. warm calling) они отличаются тем, что диалог ведётся с клиентом, который ранее не интересовался товарами или услугами данной компании. Холодные звонки используются в любой отрасли бизнеса и могут использоваться для предоставления товаров и услуг не только физическим, но и юридическим лицам. Нередко их могут осуществлять рассыльщики спама (вследствие этого такие звонки нередко классифицируют как телефо́нный спа́м) или мошенники. В более широком смысле англоязычный термин cold calling подразумевает контакт с потенциальными клиентами не только путём обзвона, но и с помощью личного контакта, когда менеджеры лично посещают клиента.

## Наименование и происхождение
«Холодный звонок» как таковой зовётся в английском cold call, а непосредственно процедура обзванивания — cold calling (возможно написание через дефис) или cold call method. Звонок клиенту, с которым компания прежде была знакома и с которой он сотрудничал, обозначается термином warm call («теплый звонок»). Термин появился не раньше 1900-х годов, став одним из жаргонных выражений в английском языке. Существует версия, что практику «холодных звонков» ввёл основатель компании NCR Джон Генри Паттерсон, который изначально искал клиентов путём личных встреч, а не путём телефонных звонков, поскольку телефоны тогда ещё не были широко распространены. Преимущественно «холодные звонки» в ту пору принимали женщины, которые сидели дома с детьми, в то время как их мужья были на работе. Перед заключением какой-либо сделки жена обязательно советовалась с мужем, а после 6 вечера глава семьи был готов закрыть сделку.
В более широком смысле cold calling действительно может подразумевать связь с клиентами не только путём телефонных звонков, но и личных встреч. Примером в последнем случае является так называемый поквартирный обход (door-to-door method) гипотетических клиентов — метод, при реализации которого представители компании приходят домой к потенциальному клиенту и предлагают ему свои товары или услуги. Поквартирный обход популярен у таких компаний, как издательство Southwestern Advantage (его услуги рекламируют, как правило, нанятые студенты колледжей) и компания Kirby, предлагающая клиентам пылесосы.

## Принцип действия

### Сотрудники, совершающие звонки

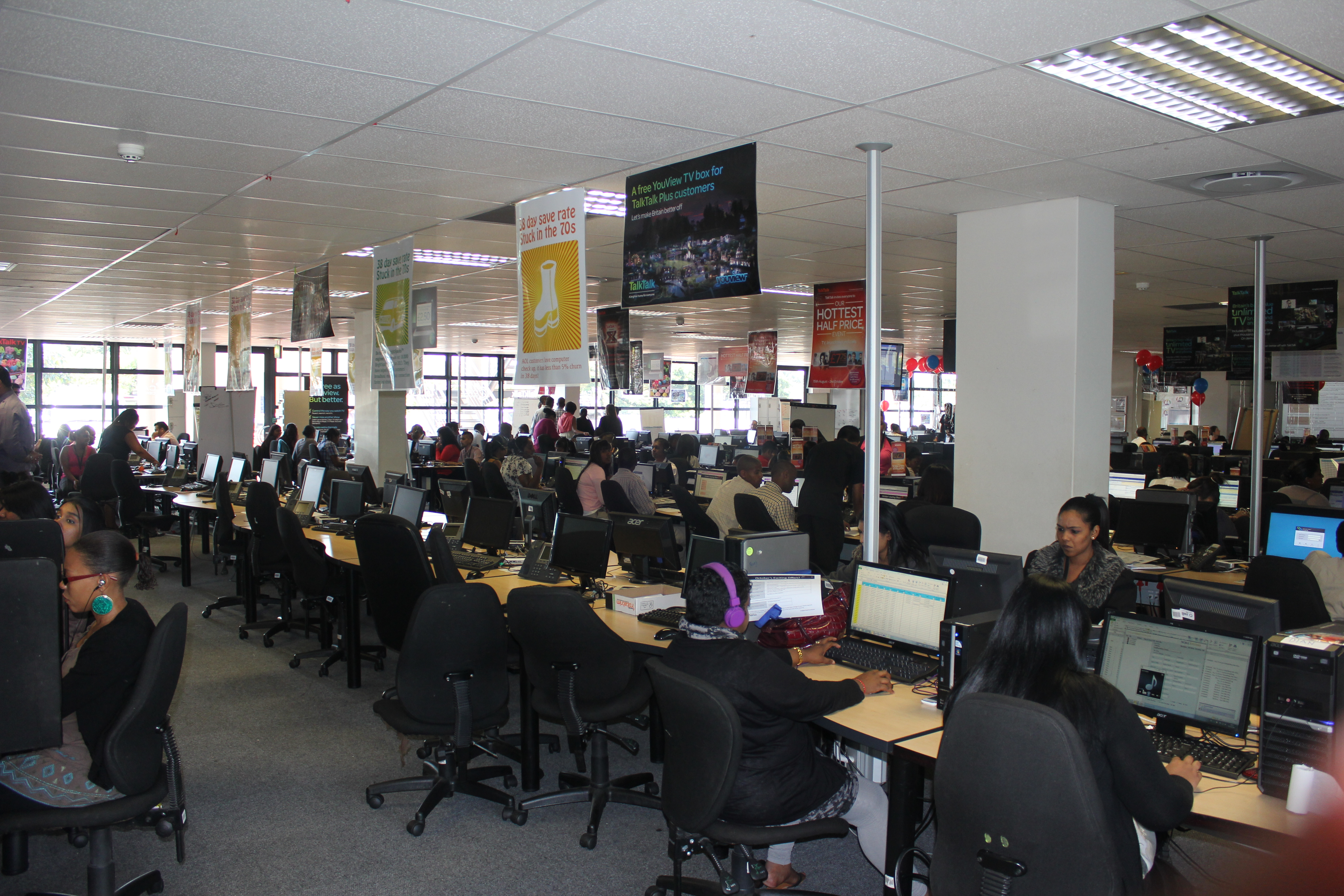
Call-центр

Продавец, ограничиваясь рассылкой коммерческого предложения потенциальным клиентам и не предпринимая никаких действий, не имеет шансов продать им свой товар или предоставить свою услугу. Чтобы выйти на контакт с гражданами, которые входят в круг потенциальных клиентов компании, но при этом не проявляли заинтересованности к её товарам или услугам, компания иногда использует такой метод расширения клиентской базы, как «холодные звонки». При использовании подобной технологии компания обзванивает всех своих клиентов, причём адресатом может быть как физическое, так и юридическое лицо. Обычно прозвоном может заниматься сотрудник call-центра, который может быть как отдельной от компании организацией, так и присутствовать в её составе. Первые call-центры появились в США в середине XX века, а позже их аналоги появились в Канаде, Великобритании, Германии, Франции и ряде европейских стран. В России доля компаний, которые используют call-центр на аутсорсинге (внешний или сторонний call-центр) составляла около 12 % на 2015 год, в то время как в США доля использования внешних call-центров достигала 80 % — причиной тому являлась более высокая стоимость расходов на создание контактного центра при компании в США.
Обзвоном может заниматься как специалист call-центра, так и менеджер по продажам: первый занимается сбытом недорогих товаров, второй — продажей дорогих товаров и услуг, а также подготовкой базы лидов (потенциально заинтересованных клиентов). В США большинство операторов call-центров — это студенты или пенсионеры, которые рассматривают работу в таких центрах только в качестве дополнительного источника заработка (доля прошедших специальные курсы подготовки варьируется от 30 до 40 %). В России же аутсорсинговые call-центры нанимают операторов на постоянную основу, проводя тщательное тестирование претендентов и повышая квалификацию уже имеющихся работников. Специализация операторов зачастую является узкой — либо они сами звонят, либо отвечают на звонки клиентов.
Предварительно продавец изучает сведения о рынке и демографическую информацию о круге потенциальной клиентуры, чтобы определить, кого необходимо обзванивать. Он может путём вспомогательных вопросов составить портрет типичного клиента: в какой сфере он трудится, где он может проживать, что именно ему может потребоваться из товаров и услуг, как ему может помочь компания, от которой поступит звонок и т. д.. Костяк клиентской базы может быть сформирован как с помощью телефонных справочников, так и общедоступных баз наподобие 2ГИС. Подобные общедоступные базы являются крупными по размеру и абсолютно бесплатными по использованию. Все контакты делятся на три типа: «самые холодные» (берутся из общедоступных баз; хозяева номеров не знают о компании и продукте), «холодные» (с профильных выставок, мероприятий и форумов; хозяева номеров интересуются выбранной сферой, но не знают о продукте) и «прохладные» (отработанные контакты из базы лидов, не сумевших совершить покупку; хозяева номеров наслышаны о компании и её продукте). В крупных компаниях обзвонами занимаются от 1 до 3 специально обученных сотрудников, в небольших компаниях обзвон могут проводить непосредственно сами менеджеры во избежание дополнительных расходов.
Каких-либо специализированных знаний и навыков (в том числе знаний о предоставляемом продукте или услуге) от оператора обычно не требуется. Для осуществления «холодных звонков» оператор должен обладать грамотной речью и хорошей дикцией, а также быть коммуникабельным и находчивым. Значительную помощь при осуществлении звонка также оказывают усидчивость, эмоциональная стабильность и гибкость: наличие этих качеств позволяет избежать многих конфликтных ситуаций во время разговора с клиентом. Понимание сущности звонка должно позволить оператору избежать вызова негативных эмоций со стороны абонента. Если говорящий улыбается во время разговора, то, по мнению Стивена Шиффмана, отвечающие за улыбку мускулы могут влиять на гортань и менять тембр голоса так, чтобы вызывать положительную реакцию у абонента. Влияние на собеседника усиливается, если звонящий не сидит за столом во время разговора, а стоит. Одним из последних технологических новшеств стали так называемые роботозвонки (англ. robo-dialing / robocalling), осуществляемые автоматически на номера гипотетических клиентов. При подобных звонках взявший трубку слышит заранее записанное сообщение рекламного характера.

### Диалог с клиентом
Президент DEI Management Group Inc. Стивен Шиффман выделил пять пунктов, которым должен следовать звонящий (в примерах Шиффмана — торговый представитель) при осуществлении «холодного звонка» и попытке договориться о встрече с клиентом:
1. Завладеть вниманием собеседника. Звонящий должен начинать разговор с фразы, которая поможет завязать разговор с клиентом и привлечь его внимание. По словам Шиффмана, для этого обычно достаточно было поздороваться и назвать абонента по имени. Характерными ошибками торговых агентов и представителей компаний он считал необычные, интригующие или остроумные фразы, с которых начинался диалог. Также он считал неправильным задавать слишком прямой вопрос с ожидаемым ответом, поскольку отталкиваться от этого менеджеру было бы сложно. Стратегии менеджеров наподобие сообщения о случайно набранном «не том номере» или просьбе позвать «не того» человека к телефону могли вызвать раздражение.
2. Представить себя и свою компанию. Представление компании должно быть как можно более подробным и может содержать рекламную реплику: помимо названия компании и имени звонящего, называются сфера её деятельности и некоторые достижения (например, сколько торговых агентов было обучено в той или иной компании).
3. Объяснить причину звонка. Если целью звонка является назначение деловой встречи, то звонящий должен прямо об этом попросить собеседника — подать ему «правильный сигнал». По оценке Шиффмана, примерно один из 12 человек способен сделать это без каких-либо объяснений. В то же время звонящий может уточнить подробности встречи (на примере деятельности торговых агентов — рассказать о новой системе обучения торговых представителей и показать её возможности в плане повышения продуктивности работы агентов).
4. Произнести вопросительное или оценочное утверждение. Вопрос (или утверждение) должен быть связан с причиной звонка и вытекать из начальных фраз, продолжая логично всё сказанное раньше и не содержа намёки на манипуляции клиентом. Иначе говоря, звонящий должен намекнуть, что его собеседник может быть заинтересован в более эффективной работе своих сотрудников. Для большей убедительности можно назвать имена нескольких реальных компаний, с которыми звонящий работал (компьютерная компания, страховая медицинская организация или компания по страхованию жизни).
5. Назначить деловую встречу. Нужно просто указать точное время и место встречи. Предложение обсудить время встречи, а не сам её факт считается одной из распространённых ошибок торговых представителей в разговорах, но самой крупной ошибкой, по словам Шиффмана, является избегание прямой и конкретной просьбы о встрече.

Главный редактор журнала «Маркетинговые коммуникации» Андрей Толкачев выделяет семь слагаемых свойств речи, необходимых менеджеру для осуществления «холодного звонка» и проведения переговоров с потенциальным клиентом: контент (содержимое речи), смысл (понятность речи и синтаксическая правильность), эмоции (выразительность), аргументы (действенность и убедительность), ясность (простота изложения), логика (последовательность и чёткость объяснения) и цель (фокусирование на самом главном). Важную роль в разговоре играют такие элементы, как интонация, паузы, темп, громкость, высота голоса и артикуляция звонящего. При этом говорящему необходимо постоянно быть уверенным в том, что собеседник его слушает. Толкачев также выделяет в речи до 16 разных интонаций, которые могут быть использованы при комментировании какой-либо ситуации (каждой из интонаций обычно соответствует реплика определённого содержания). С его точки зрения, в идеале говорящий должен чередовать разные элементы речи (например, громкий и тихий голоса, высокий и низкий темп речи) для большей убедительности.

### Используемые скрипты
В ходе разговора менеджер или оператор может использовать так называемые скрипты — некие алгоритмы, речевые модули, схемы разговора или фразы, которые применяются в разных ситуациях при общении с клиентами. Подобные скрипты иногда называются «скриптами продаж» и представляют собой пошаговый алгоритм ведения работы с клиентом, в котором прописаны основные, наиболее вероятные варианты развития диалога с потенциальным клиентом. Основой для каждого скрипта продаж являются схемы аргументов; способы поведения оператора при отказе; техники работы с возражением, отговорками и сопротивлением со стороны клиента.
Скрипт подразумевает построение диалога по схеме «если — то» и максимально автоматизирует работу продавца, не позволяя ему отходить от темы телефонного разговора. При этом использование скриптов для проведения личной встречи невозможно, поскольку существует огромное количество вариантов развития диалога с клиентом. Д. Ткаченко выделяет шесть наиболее распространённых скриптов для работы с клиентами путём осуществления «холодных звонков»:
1. Обработка входящего звонка от потенциального клиента.
2. Сбор информации о потенциале клиента с помощью метода «маркетингового исследования».
3. Выход на лицо, принимающее решение. Работа с секретарём.
4. Первый телефонный контакт с лицом, принимающим решение.
5. Повторная продажа по телефону.
6. Опрос об удовлетворённости клиента после сделки.

При разговоре оператор обычно должен использовать такие «шаблонные» фразы, которые не вызывали бы негативных эмоций у клиента. Чтобы убедить одного конкретного клиента встретиться и обсудить приобретение товара или услуги, обычно оператору необходимо совершить несколько звонков: по разным оценкам, это число варьируется от 3 до 7 звонков. Согласно одному из исследований, цитируемому РБК, при совершении как минимум шести «холодных звонков» количество лояльных клиентов (лидов) может вырасти на 70 % (хотя 48 % компаний не занимаются повторными обзвонами). В случае, если оператор или менеджер начинает отходить от сценария и действовать на своё усмотрение, это может привести к провалу переговоров с клиентом, однако случаи, когда после определённой реплики клиента разговор идёт не по плану, являются обыденным делом. Скрипты не являются универсальным средством, позволяющим переубедить любого клиента. Некоторые менеджеры, занимающиеся звонками, предоставляют потенциальным клиентам какие-либо бесплатные поощрения (подарочные сертификаты на услуги, консультации и бонусы иного характера) в обмен на контакты при совершении «холодных звонков».

### Реакция на отказ
Оператор должен быть готов к отказу клиента от услуги, который может выражаться в виде простого нежелания вести диалог (в том числе резкого прерывания разговора). Отказы часто следуют на так называемые «шаблонные предложения» операторов; также склонными к отказу от предложений являются те отрасли, в которые поступает очень много «холодных звонков». Клиент, не заинтересованный в товарах или услугах, может прекратить разговор, ссылаясь на неудобное время звонка, и тогда оператор должен будет попробовать согласовать с клиентом звонок в заранее подобранное время. Иногда клиент прямо заявляет об отсутствии интереса, ссылаясь на то, что уже пользуется товарами или услугами от другого поставщика: в таком случае оператор может заявить, что поставщики товара или услуги часто меняются и что звонящую ему компанию клиент сможет выбрать при необходимости в дальнейшем. Грамотный переговорщик может использовать любое сомнение и любой неожиданный вопрос со стороны клиента в свою пользу: иногда это позволяет получить недостающую информацию о клиенте.
Шиффман также утверждал, что удвоенное количество звонков в день, более частые дозванивания и соглашения о большем количестве встреч позволяют значительно повысить доходы компании: по его словам, даже один дополнительный звонок потенциальному клиенту в день порой мог принести серьёзный успех. При этом он оговаривался, что для большинства менеджеров удвоить количество «холодных звонков» является нереальным. По его мнению, в зависимости от количества сделанных звонков в день менеджер должен получить какое-то количество отказов, прежде чем сможет гарантированно добиться согласия от очередного клиента. Теоретически за 2 часа опытный специалист может совершить около 50 «холодных звонков», не менее 5 из которых могут принести положительный результат.

## Использование в бизнесе
«Холодные звонки» являются крайне распространённым бизнес-процессом, широко используемым в каждой отрасли. Согласно некоторым оценкам, они занимают второе место по популярности среди методов генерации лидов, уступая только непосредственным рекомендациям тех или иных клиентов (так называемый «метод рефералов»). В метод «холодных звонков» активно вкладываются средства для его оптимизации, хотя в целом для привлечения клиента подобным путём требуется меньше всего материальных затрат по сравнению с другими. Шиффман называл «холодные звонки» не только лучшим, но и самым экономичными способом создания клиентской базы и осуществления поиска новых клиентов. При осуществлении подобных звонков оператор, как правило, стремится перечислить клиенту список конкурентных преимуществ, которыми обладают предоставляемые его компанией товары или услуги: это необходимо для выявления потребности у клиента в товарах, а также и позволяет сориентировать его при возникновении каких-либо вопросов.

### Время и график
Для сохранения высокой эффективности «холодных звонков» необходимо их регулярное совершение по определённому графику (обычно с 10:00 до 12:00) при условии понимания оператором сущности звонка, а также вне зависимости от загрузки менеджеров. Даже при наличии большой клиентской базы полный отказ от «холодных звонков» может в некоторых случаях привести к резкому сокращению клиентов. Согласно Шиффману, подходящее время для звонков менеджер должен выбирать сам, исходя из его конкретной ситуации и учитывая, что его конкуренты также могут звонить и пытаться переманить к себе клиентов, а на разговор должно уходить всего 2-3 минуты. Также желательно, чтобы вёлся учёт всех совершённых «холодных звонков».
В 2011 году компания Keller Center for Research провела эксперимент с «холодными звонками» на рынке B2C при участии 160 операторов-агентов по недвижимости. Предметом исследования являлось соблюдение сценария разговора как показатель оценки эффективности звонков. Операторы в течение двух недель должны были прозвонить базу абонентов: им выделялось 7 дней на звонки по часу в сутки, обзванивать абонентов нужно было каждый раз в разное время, один оператор должен был провести на линии 7 часов, причём каждый оператор должен был следовать определённому скрипту (сценарию разговора с абонентом). Из 160 человек только 50 сумели выдержать эксперимент и выполнить все его условия: причиной неудач у остальных операторов стали как нехватка времени (не все call-центры выделяли время операторам для работы), так и невысокая продуктивность (большое количество отказов).
Всего за две недели были сделаны 6264 звонка (около 17,8 звонков в час): 17 % номеров оказались нерабочими, 28 % абонентов ответили на звонки, 55 % звонков остались без ответа. По итогам 1774 успешных звонков удалось назначить 19 встреч с потенциальными клиентами и найти 11 рефералов (тех, кто передал контакты других потенциальных клиентов), также 132 абонента согласились на повторный звонок. По итогам исследования Keller Center for Research было установлено, что для поиска клиента нужно было сделать 330 звонков, а с учётом рефералов — 209 звонков. На разговор с успешным клиентом в среднем уходило около 5 минут, а звонок, завершившийся неудачей (ожидание на линии, сброс, пометки в карточке клиента), занимал у оператора в среднем одну минуту. Наиболее продуктивной частью дня для звонков оказался промежуток с 10:00 до 14:00 (31 % всех звонков, 53 % встреч и рефералов), наименее продуктивной — после 17:00 (42 % всех звонков, всего 21 % встреч и рефералов).

### Отрасли
Примерами использования «холодных звонков» являются обзвоны гипотетических клиентов с предложениями туристских услуг, услуг разных Интернет-провайдеров (активно используется при подключении новых пользователей), услуг по выездным мероприятиям (в том числе во время сезонов свадеб), а также услуг репетиторства и консультаций образовательного характера (но не для самозанятых репетиторов). «Холодные» и «тёплые» звонки являются одним из составных элементов объёма продаж, хотя на них выделяется незначительное время по сравнению с другими элементами. Зарплата некоторых менеджеров и операторов рассчитывается на основании от того, сколько было совершено в день «холодных звонков». «Холодные звонки» могут использоваться в разных сферах и отраслях в сегментах B2B и B2C, причём в сегменте B2B они являются самым дешевым способом привлечения клиентов. В частности, они могут использоваться при продаже туристских услуг, при розничной продаже, сделках с недвижимостью и подборе кадров. По мнению Венди Вайсс, при совершении подобных звонков менеджер, набирающий номер компании, должен обязательно убедиться, что свяжется с лицом, принимающим решения.
По данным РБК, использование «холодных звонков» обеспечивало улучшение продаж в сегменте B2B: 57 % руководителей высшего звена предпочли связываться с представителями других компаний по телефону, 82 % соглашались на дальнейшие контакты с представителями. Использование скриптов продаж и каких-либо сценариев разговора с клиентами позволяет сократить усилия и время, необходимые на убеждение клиентов в необходимости выбора товара или услуги определённой компании. Согласно Д. Ткаченко, при разумном использовании скриптов и «шаблонных фраз» во время «холодных звонков» их ежедневное количество может вырасти до 120—150, что позволяет также улучшить ряд экономических показателей фирмы. В плане работы с клиентами у менеджеров появляется возможность проанализировать слабые места клиентов, свести на «нет» человеческий фактор (настроение, усталость, эмоциональные реакции на действия клиента) и добиться продуктивной работы даже с отказами (в идеале оператор не прекращает разговор, услышав от клиента «нет»).

## Критика методики

### Ошибки звонящих
«Холодные звонки» достаточно часто воспринимаются адресатами крайне негативно: при осуществлении таких звонков менеджер по продажам при неблагоприятном для себя сценарии может услышать в лучшем случае простой отказ, а в худшем нарваться на словесную перепалку. Согласно отчёту LinkedIn за 2020 год, около 69 % респондентов в 2019 году принимали звонок от нового менеджера по продажам, из них 82 % согласились на последующую встречу. В то же время рейтинг успешности звонков зависел от настойчивости менеджера: в среднем, чтобы установить постоянную связь с потенциальным клиентом, требовалось порядка 18 звонков. Значительная часть операторов прекращали попытки установить связь с клиентом после четырёх звонков, не добившись от него согласия. Согласно одному из исследований, цитируемых РБК, свыше 63 % торговых представителей критически отзывались о системе «холодных звонков» как худшей части своей работы, а 44 % сотрудников после серии неудачных звонков прекратили заниматься обзвоном и уволились. Отчасти подобные неудачи объяснялись тем, что «холодные звонки» зачастую совершали малоопытные специалисты, не обучавшиеся этой методике, причём некоторые из них откровенно разочаровывались в рекламируемом продукте, а у них вырабатывалась позже серьёзная неприязнь к подобной технологии продаж. Более опытные сотрудники компаний, прошедшие этапы обзвона, отказывались от дальнейшего осуществления звонков, ссылаясь на то, что делали это успешно «в своё время», а некоторые из них предпочли заниматься совершенно другой деятельностью.
Опытный оператор или торговый представитель, звонящий новым клиентам, обычно регулярно тренируется и репетирует диалоги, а также записывает их на какой-либо носитель, чтобы изучать свои ошибки и улучшать свою речь. Помимо этого, оператор может записывать характерные возражения клиентов, чтобы в дальнейшем подготовить оптимальные ответы на них. В call-центрах присутствуют современные CRM-системы, которые позволяют записывать разговор и дают сотрудникам компаний проанализировать основные проблемы и ошибки тех, кто осуществляет звонки. В то же время одна из характерных ошибок звонящих — использование сугубо литературных речевых оборотов при полном отказе от разговорных элементов речи, что создаёт у клиента ощущение неестественности при общении с сотрудником фирмы. Использование просторечных выражений в скриптах позволяет клиенту понять, что он общается не с роботом, а с живым человеком. Каждый контакт любой компании индивидуален, поэтому в одних случаях добиться соглашения о встрече или заключения сделки оператор может исключительно с помощью скриптов, а в других — при использовании сугубо творческого подхода.
Навязчивость оператора при холодном звонке обусловлена его стремлением добиться скорейшей продажи товара или оказания услуги конечному пользователю. Однако основной его задачей является презентация компании и её продукта (информирование клиента о наличии товара или услуги), а не мгновенное заключение сделки и не моментальная продажа: после разговора потенциальный клиент может подумать о приобретении товара или услуги. Если речь идёт о продаже недорогого товара, то менеджер должен просто выяснить, кто из клиентов готов к дальнейшему общению, а кто не готов. Если менеджер пытается продать товар или услугу с низким уровнем спроса (что-то несовременное или несвоевременное), используя «холодное прозванивание», то в большинстве случаев он потерпит неудачу. Этот метод также является крайне непопулярным среди брокеров, поскольку предложения с использованием «холодных звонков» оборачиваются отказами, а для заключения выгодных сделок «холодные звонки» совершаются очень редко. По некоторым оценкам, «холодные звонки» обеспечивают не более 2 % роста рейтинга компании даже в случае, если этот метод грамотно используют профессионалы. В то же время грамотное использование «холодного прозванивания» даёт реальные шансы на продажу любого товара или услуг.

### Негативная реакция клиентов
Привлечение клиентуры с помощью «холодных звонков» осложняется рядом факторов, среди которых выделяются собственно негативное отношение адресата к предложению товаров и услуг посредством прозванивания, а также наличие иного поставщика товаров или услуг на момент совершения звонка. Основная ошибка операторов call-центра заключается в том, что они забывают заранее выяснить степень заинтересованности клиента в их товарах или услугах, а если клиент явно доказывает отсутствие заинтересованности, то они не прекращают разговор. По данным одного из исследований 2019 года, около 60 % операторов оказались не в состоянии ответить на вопросы о своих товарах или услугах, возникавшие у потенциального клиента. Ситуацию осложняет также то, что операторы нередко звонят людям, о которых не знают почти ничего, кроме имени и должности.
Результаты ещё одного исследования, восходящего к 2015 году, показали, что при осуществлении 440 звонков контакт был установлен только в 182 случаях: в 39 % случаях потенциальный клиент не взял трубку, отказавшись от разговора с оператором, в 31 % случае отказался наотрез от услуг звонящего, и только 3 % собеседников согласились на встречу с продавцом. В случаях сорванных переговоров основной причиной, согласно тому же исследованию, считался тот факт, что звонки отвлекают клиента от важных дел (57 % случаев): другими широко распространёнными причинами назывались чрезмерная навязчивость менеджера (16 %) и наличие у клиента товара или услуги от другого поставщика (12 %). Намного реже в качестве причин указывались нежелание клиента отвечать на звонки с неизвестных номеров (6 %), отказ от приобретения товаров или оплаты услуг по телефону (5 %) и сомнения в качестве товара (4 %). Также 4 % опрошенных отметили, что их раздражал сам факт подобного звонка.

### Снижение популярности
В ряде исследований утверждается, что привлечение клиентов в новую компанию путём «холодных звонков» стало намного сложнее со временем. В 2017 году основатель и CEO компании SalesHub Мэтью Кук в статье для журнала Forbes назвал ряд причин снижения эффективности «холодных звонков» и их популярности:
- новое отношение миллениалов к выбору товаров и услуг, выражаемое в предварительном поиске информации о товарах и услугах в поисковых системах и изучении отзывов на товары, а также в проявлении инициативы;
- более серьёзные проявления скептицизма со стороны миллениалов по сравнению с поколением X или «бумерами» к заманчивым рекламным предложениям, а также их высокие требования к поставщикам услуг и гарантиям со стороны последних;
- последствия финансового кризиса 2007—2008 годов, заставившего компании значительно урезать бюджеты, сокращая возможности B2B-клиентов в плане приобретения товаров и получения услуг;
- рост загрузки работников (расширение их обязанностей), приведший к снижению их готовности заниматься «холодными звонками».

Классическая технология телефонных звонков на фоне развития современных технологий стала в масштабах значительно уступать рассылкам по SMS, адресам электронной почты и рекламе в соцсетях наподобие Facebook и Twitter. Эти методы считаются более эффективными по сравнению с холодными звонками. Более того, по словам Кука, люди предпочтут обращаться за товарами и услугами к тем компаниям и людям, с которыми намного лучше знакомы и в которых у них могут быть связи. Компания, которая не создаёт ощущение доверия в глазах потребителя, может не добиться расширения клиентской базы.
Цитируя результаты проведённых исследований, Кук утверждал, что только 1 % «холодных звонков» может привести к началу обсуждения возможного приобретения товаров или услуг, но не обязательно заключения соглашения (по версии РБК, доля результативных «холодных звонков» находится в диапазоне от 1 до 3 % против 30 % у «теплых звонков»). Согласно результатам исследования компании Кука SalesHub, порядка 90 % лиц, непосредственно принимающих решения, никогда не отвечают на звонки подобного характера. Это, по его мнению, позволило говорить о том, что «холодные звонки» можно считать устаревшим и более не актуальным методом маркетинга в современном мире. Метод нередко сравнивался с нелегальными американскими лотереями наподобие игры с цифрами, где человеку, чтобы выиграть хотя бы раз, постоянно требовалось повторять одно и то же действие в надежде на то, что ему повезёт. Тем не менее ряд компаний всё ещё используют «холодные звонки» в сочетании с другими инструментами: в частности, они используют e-mail или мессенджеры для связи с клиентами, которые не отвечают на телефонные звонки, создают базы контактов из разных источников и используют специализированное программное обеспечение (xSellco Repricer, Copper, InfoFlo) для управления взаимоотношениями с клиентами.

## Юридический статус по странам
Для борьбы против настойчивого прозвона со стороны компаний потенциальные клиенты обычно либо добиваются включения своего номера в специальный реестр номеров, на которые компании не имеют права осуществлять «холодные звонки» в соответствии с действующим законодательством той или иной страны. Также номера могут попросту блокироваться гражданами. Нередко схему «холодных звонков» используют мошенники.

### Австралия
В Австралии утверждён специальный реестр телефонных номеров под названием «Не звоните», содержимое которого регулируется Австралийским управлением связи и СМИ. Согласно законодательным положениям, на все телефонные номера, внесённые в реестр, запрещены любые «холодные звонки» и отправки сообщений по факсу, связанные каким-либо образом с телемаркетингом. Внесение телефонного номера является бесплатным, срок пребывания номера в базе составляет 8 лет. В то же время в рамках исключений даже на эти номера имеют право звонить представители политических партий, благотворительных организаций и образовательных учреждений. После регистрации телефонного номера в течение 30 суток до всех компаний будет доведено сообщение о запрете звонить на данный номер с целью рекламы товаров.

### Австрия
Правила осуществления «холодных звонков» и ограничения на них в Австрии предусмотрены Законом о телекоммуникациях 2003 года (нем. Telekommunikationsgesetz) и параграфом 107 этого Закона в частности. Согласно пункту 1 параграфа 107, телефонные звонки и отправка факсимиле без предварительного согласия адресата или его законного представителя не допускаются, а сам адресат может отозвать своё согласие в любой момент без какого-либо ущерба для себя. Согласно параграфу 109 Закона, рекламодатель, занимающийся телефонной рекламой без согласия адресата, может быть оштрафован (суммы максимального штрафа варьируются от 4 до 58 тысяч евро в зависимости от того, кто и при каких обстоятельствах занимался подобной рекламой). Несмотря на ограничения и запреты «холодных звонков», все заключённые контракты с подобными пунктами о получении рекламных сообщений имеют реальную юридическую силу в Австрии: во избежание последующих конфликтов с марта 2011 года потребители при заключении любых контрактов получают возможность указать своё желание или нежелание принимать любые «холодные звонки» (то есть отказ от рекламных сообщений).

### Великобритания
В Великобритании роль реестра номеров, на которые запрещено осуществлять «холодные звонки», играет список, утверждаемый Службой телефонных предпочтений. Любой подданный Великобритании может зарегистрироваться в этой Службе и избавиться от нежелательных звонков не только со стороны коммерческих предприятий, но и благотворительных организаций и политических партий (в отличие от США и Канады, где звонки от благотворительных и политических организаций не могут быть запрещены как незаконные «холодные»). Список был учреждён в 1999 году, претепев в 2003 году изменения в связи с принятыми в 2003 году Регуляциях. В то же время эта служба не позволяет защититься от абсолютно всех нежелательных звонков — не предусмотрена защита от оставления голосовых сообщений, поступления звонков с молчанием в трубке, звонков касаемо каких-либо маркетинговых исследований, звонков от иностранных компаний, коллекторов и спамеров.
В 2012 году житель Мидлсекса Ричард Херман (англ. Richard Herman) отправил счёт-фактуру одной из компаний, которая постоянно совершала ему «холодные звонки». Он довёл дело до суда, выиграв его и добившись в суде запрета на звонки от этой компании, однако она несколько раз всё же позвонила ему в обход данного запрета.

### Германия
В соответствии с Законом о недобросовестной конкуренции в Германии запрещаются рекламные звонки, осуществляемые без разрешения от абонента или адресата. Согласно пункту 2 параграфа 20 Закона, нарушителю грозит штраф в размере до 300 тысяч евро. Данные поправки вступили в силу 9 октября 2013 года после принятия Закона о сомнительных бизнес-практиках (нем. Gesetz gegen unseriöse Geschäftspraktiken): согласно прежней редакции, действовавшей с 4 августа 2009 года по 9 октября 2013 года, штраф за нелегальные «холодные звонки» мог составлять до 50 тысяч евро. В 2017 году в Федеральное сетевое агентство поступило 57 тысяч жалоб по этому поводу (всего было направлено 290 тысяч жалоб по разным причинам), а в 2018 году — 62 тысячи жалоб (из 250 тысяч). Общий объём штрафов за незаконные «холодные звонки» составил 1,1 млн евро в 2018 году (в том числе два случая со штрафом в 300 тысяч евро). Как правило, чаще всего звонящие предлагают гражданам контракты на электроэнергию, страхование, платное телевидение или даже участие в лотереях.

### Европейский союз
«Холодные звонки» были ограничены в Европейском союзе первоначально в соответствии с директивой 2002/58/EC. 25 мая 2018 года был принят Общий регламент по защите данных, который накладывал ряд обязательств на все организации, которые занимаются сбором персональных данных граждан стран ЕС.

### Ирландия
Республика Ирландия утвердила так называемый «Национальный справочник данных» (англ. National Directory Database) — список телефонных номеров, на которые запрещено совершать звонки с целью рекламы товаров или услуг. Если же компания всё равно совершит звонок на данный номер с вышеозначенными целями, это может повлечь за собой возбуждение уголовного дела.

### Испания
В 2021 году ведущие телекоммуникационные операторы Испании (Movistar, Vodafone, Orange и MásMóvil) заключили соглашение, согласно которому любое холодное прозванивание запрещалось во время традиционной сиесты (с 3 до 4 дня) и по будням до 10 часов утра. Также было согласовано, что если в течение месяца потенциальный клиент после трёх звонков не возьмёт трубку, ему прекратятся подобные звонки до конца месяца. В июне 2023 года был принят новый закон, полностью запрещавший холодные звонки без разрешения абонента и вступающий в силу 29 июня: запрещалось осуществлять подобные звонки как на рабочие телефоны, так и на мобильные номера.

### Казахстан
Статья 177 Предпринимательского кодекса Республики Казахстан квалифицирует недобросовестную рекламу любого характера и любого вида как акт недобросовестной конкуренции, которая, в свою очередь, также считается нарушением законодательства. Действия, совершённые в виде недобросовестной и недостоверной рекламы, влекут за собой штраф в размере до 400 МРП (около 1 166 800 тенге).

### Канада
В Канаде существует Национальный список «Не звоните», включающий список телефонных номеров, по которым коммерческим предприятиям и юридическим лицам запрещено осуществлять «холодный прозвон». Существуют ряд исключений, по которым на номера из реестра могут осуществляться массовые прозвоны: это звонки от представителей политических партий и кандидатов, организаторов социологических опросов, благотворительных организаций, газет в поисках подписчиков и тех бизнес-организаций, у которых есть письменное разрешение от того или иного пользователя на звонки. Управляет списком Канадская комиссия по телерадиовещанию и телекоммуникациям.

### Нидерланды
1 июля 2021 года в Нидерландах вступила в силу новая редакция Закона о телекоммуникациях: в соответствии с поправками были полностью запрещены телефонные звонки с анонимных номеров частным лицам, совершаемые с целью рекламы товаров или услуг. В связи с ужесточением правил использования частных данных в рамках электронной коммуникации был упразднён регистр «Не звоните мне» (нидерл. bel—me—niet—register), где прежде находились все телефонные номера, владельцы которых явно высказались против холодного прозвона. Согласно новым положениям закона, именно компании обязаны просить разрешения у потенциального клиента на совершение рекламного звонка. Согласно кодексу Нидерландов, звонки рекламного характера могут совершаться по будням с 9:00 по 22:00 и по субботам с 10:00 по 16:00, а по воскресеньям «холодные звонки» запрещены в любое время.

### Россия

#### Юридическая сторона
Согласно мнению некоторых юристов, «холодные звонки» характеризуются как одна из разновидностей рекламы в соответствии с положениями Федерального закона № 38-ФЗ «О рекламе». Согласно пункту 1 статьи 18 этого закона, распространение рекламы по сетям электросвязи (в том числе посредством использования телефонной, факсимильной или мобильной связи) допускаются в случае, если абонент или адресат дал своё предварительное согласие на получение рекламы. Порядок и форма получения подобного согласия чётко не определены в законодательстве: как правило, при заключении каких-либо договоров с компаниями (в том числе с операторами связи) в них могут существовать определённые пункты, в соответствии с которыми клиент не возражает против получения рекламных рассылок. Так, согласие на получение рекламной информации может быть прописано в договоре, заключённом физическим лицом с оператором сотовой связи, или же в программе лояльности какого-либо из магазинов; согласие на получение рекламы и на обработку персональных данных также может быть получено в ходе телефонного разговора.
Если рекламодатель не сможет доказать наличие согласия от абонента или адресата, то распространение рекламы в адрес последнего считается незаконным. Рекламодатель в таком случае обязуется немедленно прекратить распространение рекламы от адресата по его первому же требованию. Похожее требование содержится в статье 15 Федерального закона № 152-ФЗ «О персональных данных»: согласно этой статье, любой оператор, занимающийся обработкой персональных данных субъекта, обязан по требованию последнего немедленно прекратить их обработку. Компании, занимающиеся «холодным прозваниванием», могут быть привлечены к административной и гражданской ответственности в том случае, если не представят доказательства того, что их клиент давал предварительное согласие на получение подобной рекламы. Клиент, в свою очередь, имеет право в случае звонка отказаться от получения любой рекламы даже в устной форме. Если холодные звонки совершались в секторе B2B (то есть для продаж фирмам и компаниям) с использованием контактов юридического лица, взятых не из открытых источников, то звонящий может также быть привлечён к ответственности.
Решение о возбуждении подобных дел может принимать антимонопольный орган как по собственной инициативе, так и по представлению прокурора, обращению органов власти (государственной и местного самоуправления) или заявлениям физического или юридического лица. В случае, если распространение рекламы без согласия адресата будет доказано, рекламодатель может быть привлечён к гражданской ответственности по части 2 статьи 38 Федерального закона «О рекламе»: в соответствии с этим положением Федерального закона рекламодатель может быть обязан выплатить компенсацию за моральный ущерб или даже выпустить публичное опровержение. Также он может быть привлечён к административной ответственности по части 1 статьи 14.3 КоАП РФ: для частных лиц штраф в соответствии с КоАП РФ составляет от 2 до 2,5 тыс. рублей, для должностных лиц — от 4 до 20 тыс. рублей, для юридических лиц — от 100 до 500 тыс. рублей.

#### Мошенничество
В России схема «холодных звонков» нередко используется телефонными мошенниками, которые обзванивают граждан от имени банков: чаще это делается под предлогом подтверждения финансовых операций (выдача кредита, транзакции или изменение финансового номера). При подобных звонках нередко проигрывается аудиозапись голоса (так называемый «звонок от робота»), что упрощает деятельность мошенников, которые тратят меньше усилий на подмену телефонного номера. Записанный голос абонента может использоваться в последующих мошеннических схемах. Подобная схема используется разными мошенническими call-центрами: сотрудники могут совершать «холодные звонки» гражданам России, представляясь полицейскими, а затем переключают жертв на сотрудников следующей линии, которые представляются сотрудниками Центробанка или ФСБ. На финальном этапе подключаются так называемые «клоузеры», которые пытаются убедить клиента перевести деньги на некий безопасный счёт.
Традиционный сценарий заключается в ряде следующих действий: человек сначала просят ответить «Да» или «Нет» на вопрос о проведении той или иной операции (например, транзакции), чтобы вынудить его продолжить контакт. Обычно при ответе «Да» звонок прерывается, хотя мошенники могут попробовать сделать это снова. При ответе «Нет» абонента соединяют с фиктивным call-центром и затем сообщают о срочной необходимости перевести деньги на некий «безопасный счёт» во избежание их кражи, вынуждая его огласить собственные персональные данные. Иным приёмом считается предложение огласить из пришедшей на номер жертвы СМС некоего кода, который нужно ввести в тональном режиме: обычно мошенник может расшифровать набранный в тональном режиме код с помощью специальных программ или полагаясь на свой слух. Также человека могут убедить ввести комбинацию цифр, чтобы переадресовать СМС со своего номера на телефон преступников: это позволяет злоумышленникам получить доступ к сообщениям из банка. В действительности никакое автоматическое подтверждение финансовых операций с помощью телефонных звонков не предусмотрено банками в России.
На юридическом уровне в 2021 году в федеральный закон «О связи» были внесены ряд изменений, направленных на борьбу против телефонного мошенничества. В частности, операторы связи должны были блокировать вызовы с российской городской нумерацией, приходящие из-за границы, и верифицировать номера принимаемого звонка на своего абонента (не прошедшие верификацию вызовы блокировались). По словам зампреда правления Сбербанка Станислава Кузнецова, рассматривался вопрос о введении уголовной ответственности для операторов связи, нарушающих положения федерального закона «О связи» в части обработки и регистрации звонков с подменных номеров.

### США
Ограничения на применение холодных звонков в США действуют на основании серии законов, принятых Конгрессом США. Одним из примеров ограничения «холодных звонков» является национальный реестр «Не звоните» (англ. Do Not Call Registry), созданный Федеральной торговой комиссией (сайт DoNotCall.gov) и запущенный 27 июня 2003 года с целью защиты потребителей от назойливого телемаркетинга. Любой гражданин США, желающий избавиться от подобных звонков, может указать там свой телефонный номер, который регистрируется в течение суток: в свою очередь, в течение 31 дней комиссия добьётся прекращения «холодного прозванивания» от реально существующих компаний. Регистрация также стала доступна по e-mail, что позволяло указавшему его человеку на 5 лет избавиться от подобных рассылок (по истечении срока регистрацию можно было провести повторно).
К 2010 году численность зарегистрированных в реестре телефонных номеров достигла 200 млн., а к ноябрю 2021 года в базе было уже 244,3 млн номеров. Индустрия телемаркетинга пыталась оспорить подобные запреты в суде, однако серия проигранных дел свела к минимуму возможности компаний осуществлять «холодное прозванивание». В то же время существует ряд исключений, согласно которым можно осуществлять массовый прозвон по номерам, внесённым в реестр. Как правило, речь идёт о звонках из благотворительных организаций, зарегистрированных политических партий, коллекторских звонках, информационных сообщениях и социологических опросах. В регистр вносятся телефоны только физических лиц, поэтому «холодные звонки» от одной компании к другой не могут быть юридически запрещены. Организаторы реестра вместе с тем не имеют полномочий блокировать нежелательные вызовы, а лишь рассылают юридическим лицам список номеров, по которым нельзя звонить. Также у них нет возможности пресечь звонки, совершаемые мошенниками от имени реальных и вымышленных компаний. Робозвонки в соответствии с положениями реестра считаются незаконными, если только компания не имеет письменного разрешения от абонента на право звонить и предлагать ему свои услуги.
Отслеживание «холодных звонков» ведут также иные правительственные учреждения США, среди которых известна и Комиссия по ценным бумагам и биржам. Она отслеживает «холодные звонки», связанные с игрой на фондовой бирже и деятельностью биржевых брокеров. Комиссией введены ряд ограничений на проведение звонков и их содержимое: в частности, запрещается звонить тем людям, чьи номера присутствуют в реестре «Не звоните»; представители брокеров, звонящие по поводу возможной продажи облигаций, должны предоставлять подлинные сведения (за ложные сведения предусмотрена ответственность в соответствии с федеральными законами или законами штата).

### Украина
Законодательных актов касаемо телемаркетинга на Украине не принимали ни на каком уровне. В то же время 14 июля 2021 года вступил в силу закон «О внесении изменений в некоторые законы Украины относительно защиты потребителей при урегулировании просроченной задолженности», утвердивший правила этического поведения представителей коллекторского агентства. В частности, появился исчерпывающий перечень способов разрешенного взаимодействия коллектора с потребителем финансовых услуг, а коллекторам запретили посягать на права, свободы, собственность и личное достоинство потребителя.

### Швейцария
С 1 апреля 2012 года в соответствии с национальным законодательством компаниям Швейцарии запрещается совершать «холодные звонки» гражданам, которые официально обозначили свой отказ от получения подобных услуг. В случае получения подобных звонков граждане имеют право подать соответствующую жалобу в Государственный секретариат по экономике или заявить об этом в полицию.

### Япония
В Японии отсутствует какой-либо реестр телефонных номеров, на которые запрещается осуществлять «холодные звонки». В то же время существуют законодательные меры, в соответствии с которыми инициатор «холодного звонка» обязан сообщить абоненту своё полное имя, отрасль деятельности, название продукта и цель звонка. В некоторых отраслях «холодные звонки» запрещены в любой форме. Агентство финансовых услуг отвечает за расследование дел по факту мошенничества с использованием схем «холодных звонков».

## В культуре
В фильме «Бойлерная» приводится пример реализации «холодных звонков», когда сотрудники брокерской компании J.T. Marlin пытаются буквально каждому клиенту продать акции, причём эти акции — крайне сомнительного характера.